# یابووننا (شهرستان لگیونووو)
یابووننا (به لاتین: Jabłonna) یک روستا در لهستان است که در گمینا یابووننا (استان ماسوویان) واقع شده‌است. یابووننا ۲۲٫۸۵ کیلومتر مربع مساحت و ۷٬۳۶۵ نفر جمعیت دارد.